# Abdelmalik Aouameur
Abdelmalik Aouameur (en arabe : عبد المالك أوعمر) est un footballeur algérien né le 30 mai 1985 à Aïn Defla. Il évoluait au poste d'arrière droit.

## Biographie
Il évolue en première division algérienne avec les clubs de l'USM El Harrach, du CR Belouizdad et enfin du WA Tlemcen. Il dispute 53 matchs en inscrivant un but en Ligue 1.

## Palmarès
| USM El Harrach - Coupe d'Algérie : - Finaliste : 2010-11. |  | CR Belouizdad - Coupe d'Algérie : - Finaliste : 2011-12. |